# Carole Lombard

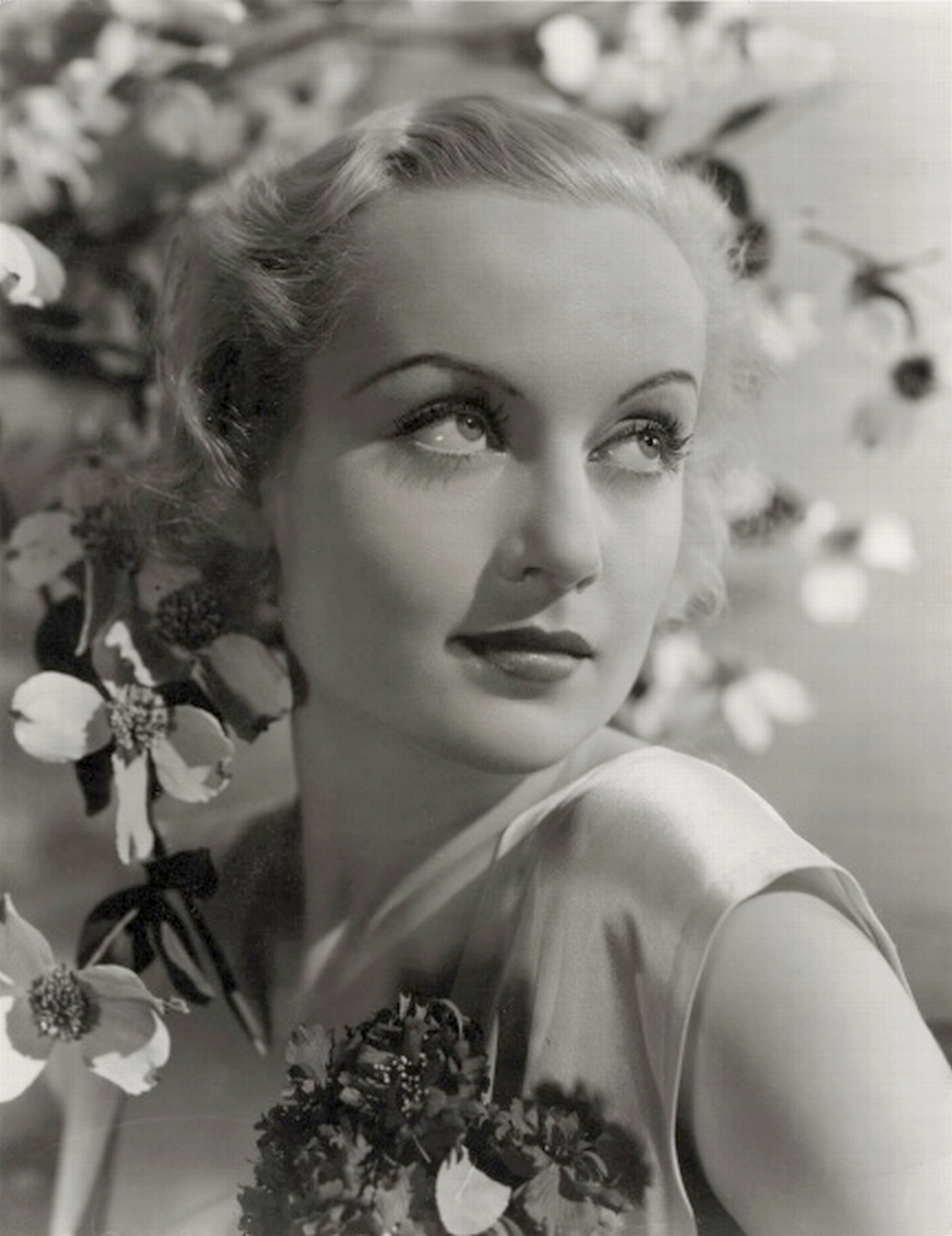
Carole Lombard, 1933

Carole Lombard (* 6. Oktober 1908 in Fort Wayne, Indiana, als Jane Alice Peters; † 16. Januar 1942 am Potosi Mountain, Nevada) war eine US-amerikanische Schauspielerin. Sie wurde in den 1930er-Jahren vor allem durch ihre Rollen in Screwball-Komödien berühmt. Bei ihrem Tod durch einen Flugzeugabsturz zählte sie zu Hollywoods größten und bestbezahlten Stars. Das American Film Institute wählte Lombard unter die 25 größten weiblichen Filmlegenden Amerikas.

## Leben und Karriere
Carole Lombard wurde als jüngstes von drei Kindern von Frederick Christian Peters (1875–1935) und Elizabeth Jayne Peters (geb. Knight, 1876–1942) in wohlhabende Verhältnisse geboren. Als sie acht Jahre alt war, trennten sich ihre Eltern. Sie zog mit ihren Geschwistern und der Mutter in die Nähe von Los Angeles. Noch während des Besuchs der High School wurde Lombard, die sich während ihrer Schulzeit auch als talentierte Sportlerin erwies, vom Filmregisseur Allan Dwan entdeckt. Dwan gab ihr 1921 eine Rolle in seinem Film A Perfect Crime. Zunächst vor allem in kleineren Rollen eingesetzt, unterschrieb sie 1924 mit 16 Jahren einen Studiovertrag bei der Fox Film Corporation, wo Lombard rasch zur Leading Lady aufstieg. Nachdem ein Autounfall bei Lombard eine Narbe hinterlassen hatte, wurde ihr auslaufender Vertrag bei Fox nicht verlängert. Deshalb wechselte sie zum Studio Pathé Exchange, wo sie allein zwischen September 1927 und März 1929 in 15 Kurzfilmen zu sehen war und auch ihr komödiantisches Talent unter Beweis stellen konnte.
Der Übergang vom Stummfilm zum Tonfilm bereitete ihr keine Probleme. 1930 war sie neben Warner Baxter in The Arizona Kid zu sehen und wurde im selben Jahr von Paramount Pictures unter Vertrag genommen. Dort wurde sie erstmals neben Charles Rogers in der Komödie Safety in Numbers besetzt. In der Folgezeit verkörperte Lombard verschiedenste Rollen, von Damen der Gesellschaft über Prostituierte und College-Studentinnen bis hin zu Ehebrecherinnen, ohne jedoch den Durchbruch in die Reihe der Top-Stars zu schaffen. William Powell war unter anderem in Man of the World und Ladies’ Man ihr Partner, die beiden heirateten im Juni 1931. Powell und Lombard blieben auch nach der Scheidung im Jahr 1933 in einem freundschaftlichen Verhältnis zueinander. Ihren zweiten Ehemann lernte Lombard 1932 kennen, als sie neben Clark Gable in No Man of Her Own auftrat. Ihr Auftritt an der Seite von George Raft in Bolero stellte 1934 vor allem Lombards tänzerische Fähigkeiten in den Vordergrund. Der Durchbruch in die Riege der führenden Hollywoodstars gelang ihr schließlich bei Columbia Pictures in Napoleon vom Broadway, der Verfilmung eines Broadway-Hits, in dem sie an der Seite von John Barrymore in der Rolle eines aufstrebenden Hollywoodstars auftrat. In der Folgezeit etablierte sich Carole Lombard als Star in zahlreichen Screwball-Komödien, etwa in Mitchell Leisens Liebe im Handumdrehen von 1935 und William K. Howards Eine Prinzessin für Amerika aus dem Folgejahr. In beiden Filmen spielte sie jeweils neben Fred MacMurray, mit dem sie insgesamt vier Filme drehen sollte.
In ihren Komödien spezialisierte sich Lombard auf die Darstellung von neurotischen, unkonventionellen und temperamentvollen Frauen, beispielsweise als verwöhnte Tochter einer reichen Familie in Gregory La Cavas Komödie Mein Mann Godfrey, wo sie neben William Powell eingesetzt wurde. Bei der Oscarverleihung 1937 war Lombard für Mein Mann Godfrey das einzige Mal in ihrer Karriere für den Oscar als beste Hauptdarstellerin nominiert. Nach Auslaufen ihres Studiovertrags mit Paramount beschloss Lombard nach dem Vorbild von Irene Dunne und Janet Gaynor, keine langfristigen vertraglichen Bindungen mit einem einzelnen Studio einzugehen, und konnte so in der Folgezeit finanziell lukrative Verträge abschließen, dank derer sie 1937 mit einem Jahreseinkommen von über 465.000 US-Dollar zur bestbezahlten Schauspielerin des Landes aufstieg. Sie forderte und erhielt pro Film bis zu 150.000 US-Dollar Gage, darunter auch für ihren Auftritt in der von David O. Selznick produzierten Komödie Denen ist nichts heilig von 1937, in der Lombard neben Fredric March unter der Regie von William A. Wellman als angeblich todkranke Frau auftrat, deren Schicksal von Zeitungen als Mediensensation ausgeschlachtet wird. Der Film wurde im damals noch neuen 3-Farben-Technicolor gedreht. Lombard wollte jedoch zunehmend auch als dramatische Schauspielerin wahrgenommen werden und versuchte ab 1939 in anspruchsvollere Rollen zu wechseln. An der Seite von Cary Grant und ihrer guten Freundin Kay Francis übernahm sie 1939 die Hauptrolle einer Witwe in Nur dem Namen nach. Weitere Filme dieser Zeit mit Lombard in ernsteren Rollen waren ihr Auftritt neben James Stewart in John Cromwells Drama Ein ideales Paar, der ebenfalls 1939 in den Verleih kam, sowie ihre Rolle als Krankenschwester in Vigil in the Night von 1940.
1939 heiratete sie Clark Gable, den sie seit dem gemeinsamen Film No Man of Her Own kannte. Die Ehe endete 1942 mit Lombards Tod. Mit dem Regisseur Alfred Hitchcock und seiner Frau Alma verband die Schauspielerin eine jahrelange Freundschaft. Auf Hitchcocks sarkastische Bemerkung hin, Schauspieler seien eigentlich wie Vieh, ließ sie 1941 während der Dreharbeiten zu Mr. und Mrs. Smith drei Kühe mit den Namensschildern der drei Hauptdarsteller am Set aufmarschieren. Die Ehekomödie Mr. und Mrs. Smith bedeutete Lombards Rückkehr ins Screwball-Genre. Ihr letzter Film, Sein oder Nichtsein unter der Regie von Ernst Lubitsch und an der Seite von Jack Benny, war eine Satire über den Nationalsozialismus und den Zweiten Weltkrieg. Er wurde posthum in den Verleih gebracht und erhielt zunächst gemischte Kritiken, gilt jedoch heute als einer der besten Filme von Lubitsch. Kurz vor ihrem Tod war sie für Ein Kuß zuviel vorgesehen. Die Rolle wurde später von Joan Crawford übernommen.

## Tod

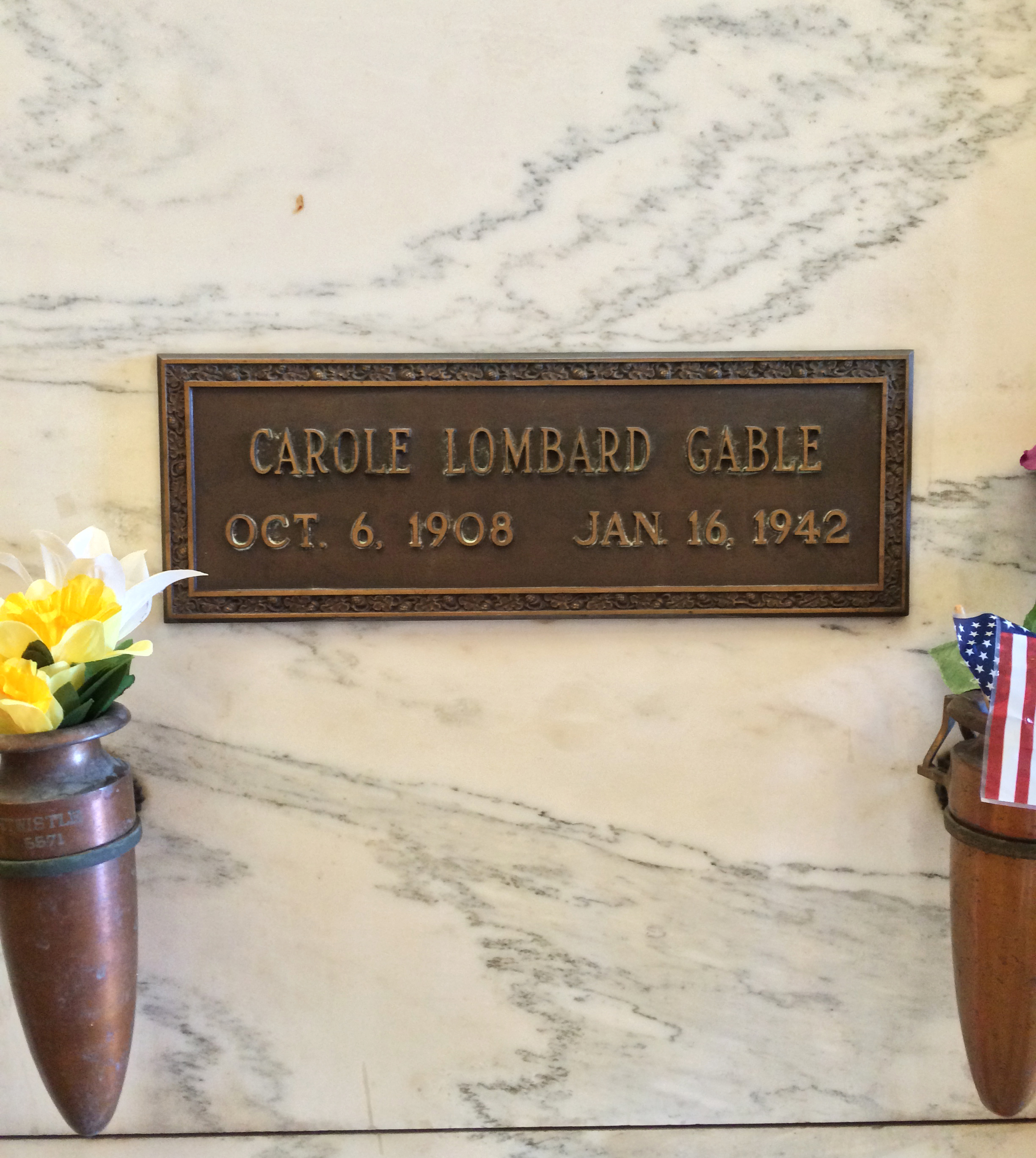
Grab von Carole Lombard

Die Schauspielerin verunglückte am 16. Januar 1942 im Alter von 33 Jahren bei dem Absturz des Transcontinental-and-Western-Air-Fluges 3 tödlich. Sie hatte sich auf einer Tournee befunden, bei der auch Kriegsanleihen beworben worden waren, wobei insgesamt mehr als zwei Millionen US-Dollar zusammengekommen waren. Die Maschine, die sich fast sieben Meilen abseits von ihrem Kurs befand, prallte am Abend gegen eine Bergflanke 25 Meter unterhalb des Gipfels des Potosi Mountain, eines der höchsten Berge Nevadas. Das Flugzeug stürzte in eine Schlucht, zerbrach und ging in Flammen auf. Dabei kamen alle 22 Menschen an Bord ums Leben, darunter Lombard, ihre Mutter und ihr Presseagent. Als Unglücksursache wurde im Untersuchungsbericht ein Pilotenfehler angegeben. Der Flugunfall, aber insbesondere Lombards Tod sorgten für großes Aufsehen. US-Präsident Franklin D. Roosevelt sagte anlässlich ihres Todes:
„Sie brachte große Freude zu allen, die sie kannten, und zu Millionen, die sie nur als große Künstlerin kannten. Selbstlos gab sie Zeit und Talent, um ihrer Regierung in Frieden und Krieg zu dienen. Sie liebte ihr Land. Sie ist und wird immer ein Star bleiben, einer, den wir nie vergessen und dem wir immer dankbar bleiben sollen.“
Die Schauspielerin, die 1938 den Bahai-Glauben angenommen hatte und kinderlos war, wurde zusammen mit ihrer Mutter auf dem Forest Lawn Memorial Park in Glendale beerdigt. Clark Gable war schwer erschüttert vom Tod seiner Frau und wurde, obwohl er später noch zweimal heiratete, auf seinen Wunsch 1960 neben Lombard beerdigt.

## Filmografie
- 1921: A Perfect Crime
- 1924: Gold Heels
- 1925: Dick Turpin, der galante Bandit (Dick Turpin)
- 1925: Marriage in Transit
- 1925: Gold and the Girl
- 1925: Hearts and Spurs
- 1925: Pretty Ladies
- 1925: Der Mann aus dem Steckbrief (Durand of the Bad Lands)
- 1925: The Plastic Age
- 1925: Ben Hur
- 1926: The Road to Glory
- 1926: The Johnstown Flood
- 1927: Smith’s Pony (Kurzfilm)
- 1927: Gold Digger of Weepah (Kurzfilm)
- 1927: Meine beste Freundin (My Best Girl)
- 1927: The Girl from Everywhere
- 1928: Run, Girl, Run (Kurzfilm)
- 1928: The Beach Club (Kurzfilm)
- 1928: Smith’s Army Life (Kurzfilm)
- 1928: The Best Man (Kurzfilm)
- 1928: The Swim Princess (Kurzfilm)
- 1928: The Bicycle Flirt (Kurzfilm)
- 1928: The Divine Sinner
- 1928: The Girl from Nowhere (Kurzfilm)
- 1928: His Unlucky Night (Kurzfilm)
- 1928: Smith’s Restaurant (Kurzfilm)
- 1928: The Campus Carmen (Kurzfilm)
- 1928: Power
- 1928: Motorboat Mamas (Kurzfilm)
- 1928: Me, Gangster (Me)
- 1928: Show Folks
- 1928: Hubby’s Weekend Trip (Kurzfilm)
- 1928: The Campus Vamp (Kurzfilm)
- 1928: Ned McCobb’s Daughter
- 1929: Matchmaking Mamma (Kurzfilm)
- 1929: Don’t Get Jealous (Kurzfilm)
- 1929: High Voltage
- 1929: Big News
- 1929: The Racketeer
- 1930: The Arizona Kid
- 1930: Safety in Numbers
- 1930: Fast and Loose
- 1931: It Pays to Advertise
- 1931: Man of the World
- 1931: Ladies’ Man
- 1931: Up Pops the Devil
- 1931: I Take This Woman
- 1932: No One Man
- 1932: Sinners in the Sun
- 1932: Unbescholten (Virtue)
- 1932: No More Orchids
- 1932: No Man of Her Own
- 1933: From Hell to Heaven
- 1933: Supernatural
- 1933: The Eagle and the Hawk
- 1933: Brief Moment
- 1933: White Woman
- 1934: Bolero
- 1934: Schiffbruch unter Palmen (We’re Not Dressing)
- 1934: Napoleon vom Broadway (Twentieth Century)
- 1934: Treffpunkt: Paris! (Now and Forever)
- 1934: Lady by Choice
- 1934: The Gay Bride
- 1935: Rumba
- 1935: Liebe im Handumdrehen (Hands Across the Table)
- 1936: Liebe vor dem Frühstück (Love Before Breakfast)
- 1936: Eine Prinzessin für Amerika (The Princess Comes Across)
- 1936: Mein Mann Godfrey (My Man Godfrey)
- 1937: Swing High, Swing Low
- 1937: Denen ist nichts heilig (Nothing Sacred)
- 1937: Ein Mordsschwindel (True Confession)
- 1938: Madame haben geläutet? (Fools for Scandal)
- 1939: Ein ideales Paar (Made for Each Other)
- 1939: Nur dem Namen nach (In Name Only)
- 1940: Vigil in the Night
- 1940: They Knew What They Wanted
- 1941: Mr. und Mrs. Smith (Mr. & Mrs. Smith)
- 1942: Sein oder Nichtsein (To Be or Not to Be)

## Auszeichnungen und Ehrungen

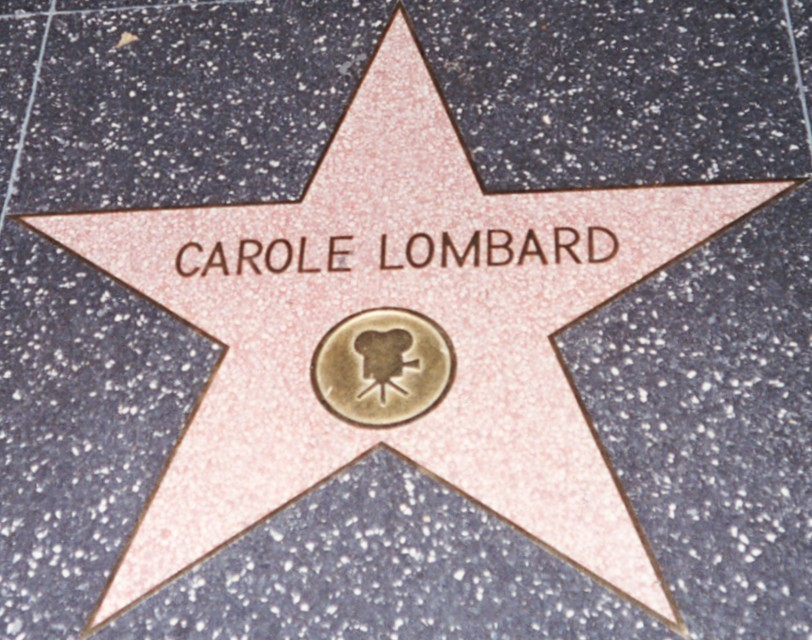
Carole Lombards Stern auf dem Hollywood Walk of Fame

- Oscarverleihung 1937: Nominierung in der Kategorie Beste Hauptdarstellerin für Mein Mann Godfrey
- 1960: Stern auf dem Hollywood Walk of Fame für ihre Filmarbeit

Das American Film Institute wählte sie zur Jahrtausendwende auf Platz 23 der größten weiblichen amerikanischen Filmstars aller Zeiten. Kurz nach ihrem Tod wurde der Liberty-Frachter SS Carole Lombard nach ihr benannt, außerdem gibt es in ihrer Geburtsstadt Fort Wayne die Carole Lombard Memorial Bridge.
2021 sollte auf der Berlinale Lombards komödiantisches Werk gemeinsam mit dem von Rosalind Russell und Mae West in einer Retrospektive gewürdigt werden. Sie wurde aufgrund der durch die COVID-19-Pandemie bedingten Einschränkungen auf 2022 verschoben.